# Фьораванти, Валерио
Джузеппе Валерио Фиораванти (итал. Giuseppe Valerio Fioravanti; 28 марта 1958 года, Роверето) — итальянский ультраправый активист и неофашистский террорист, один из лидеров Революционных вооружённых ячеек (NAR). Был известен под прозвищем Tenente («Лейтенант»). Осуждён за теракт на железнодорожном вокзале в Болонье 2 августа 1980 года — самое массовое убийство «свинцовых семидесятых». Признаёт своё участие в многочисленных террористических атаках против коммунистов и государства, но категорически отрицает причастность к взрыву в Болонье. Соратник и муж Франчески Мамбро.

## Детство, юность, создание NAR

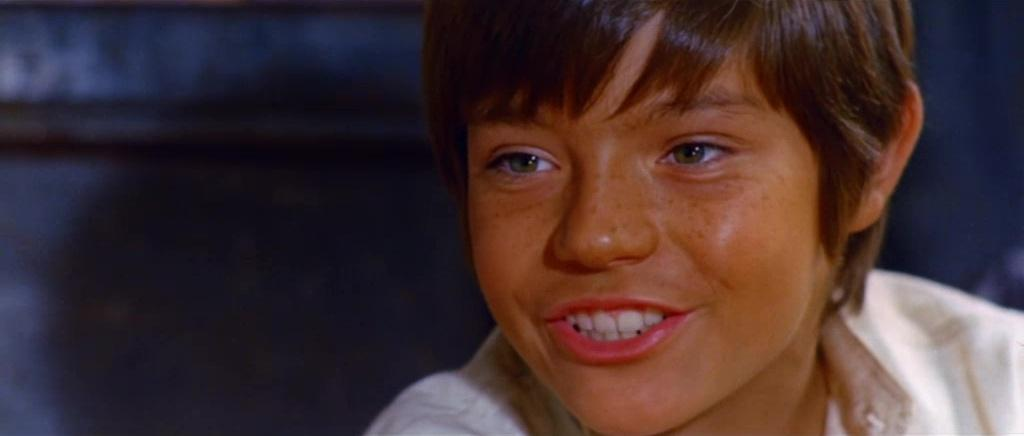
Валерио Фьораванти в The Reward's Yours... The Man's Mine

Родился в семье телеведущего. В детстве снимался в популярных фильмах и телесериалах (режиссёром одного из них был Федерико Феллини). Благодаря детским ролям приобрёл известность в стране. В 1974—1975 годах учился в США.
С 14 лет участвовал в деятельности партии Итальянское социальное движение (MSI). Приобщился к политическому насилию, защищая в драках младшего брата Кристиано — активного участника подростковой неофашистской группировки. В 1977 году привлекался к ответственности за незаконное хранение оружия.
Служил в парашютно-десантных войсках. Неоднократно подвергался взысканиям за нарушения дисциплины. Был осуждён трибуналом за пропажу со склада партии ручных гранат (предположительно похищенных и впоследствии использованных в неофашистских терактах).
После возвращения из армии Валерио Фиораванти вместе с братом Кристиано, школьным товарищем Франко Ансельми, партийным товарищем Алессандро Алибранди и романтической подругой Франческой Мамбро создал группировку Революционные вооружённые ячейки (NAR). Участникам NAR было от 17 лет до 21 года. Все они начинали в молодёжных структурах MSI, однако разочаровались в партии из-за её умеренных методов и идеологического консерватизма.
С самого начала организация ориентировалась на вооружённую борьбу. Национал-революционная идеология NAR была близка к анархо-фашизму, методы сводилась к боевым акциям. Первоначально NAR не ставили далеко идущих политических целей, ограничиваясь силовым отпором коммунистам. Однако постепенно выработалась концепция «спонтанной революционности» — террора как самоцели.
К руководящему костяку NAR примкнули Джильберто Каваллини, Джорджо Вале, Массимо Карминати, Луиджи Чиавардини, Паскуале Бельсито. Роль идеолога и политического стратега исполнял Джузеппе Димитри, оперативно-боевой частью заведовали братья Фиораванти, Алибранде, Вале и Бельсито, связи с криминальными структурами и финансовые схемы курировал Карминати.
Важным элементом идеологии NAR была враждебность к любой иерархии, в которой виделись черты коммунизма и государственного бюрократизма. Поэтому в ячейках не было единоличного лидера. Однако Валерио Фиораванти — особенно после гибели Франко Ансельми в марте 1978 года — являлся наиболее авторитетным вожаком. При этом он считал себя не столько фашистом, сколько «правым анархистом».

## Террористическая деятельность
7 января 1978 года на улице Акка Ларентия в Риме, где располагалась штаб-квартира MSI, погибли трое молодых неофашистов (двоих застрелили ультралевые боевики, третьего — полиция при подавлении вспыхнувших беспорядков). Побоище на Акка Ларентия открыло новый этап политического терроризма В Италии. Именно это событие непосредственно спровоцировало переход NAR к вооружённой борьбе.
Первой акцией NAR была месть за убитых неофашистов. 28 февраля 1978 года братья Фиораванти, Ансельми и Алибранди обстреляли группу молодых коммунистов на площади Сан-Джованни, был убит коммунистический боевик Роберто Сиалабба. Далее в 1978—1981 годах Валерио Фиораванти лично участвовал в ряде терактов в отношении коммунистов (нападения, обстрелы, убийства), государственных структур (закладывания взрывных устройств, захваты военного снаряжения, убийства) и неофашистских «отступников» (убийства), а также криминальных грабежей для получения средств на подпольно-террористическую деятельность.
Наиболее известные акции Фиораванти:
- нападение на Сан-Джованни
- похищения оружия на армейском складе в Роверто и в порту Равенны
- нападение на коммунистическую радиостанцию «Красная волна»
- нападение на районный отдел Итальянской коммунистической партии
- обстрел ливанского генконсульства, убийство полицейского охранника
- убийство инспектора Антонио Леандри (по ошибке принят за адвоката, причастного к аресту и осуждению Конкутелли)
- убийство сицилийского неофашиста Франческо Манджиамели
- нападение на казармы в Падуе
- нападение на полицейский патруль в Риме
- ограбление ювелира Тревизо Хиральдо.

Через Массимо Карминати NAR установили связь с римской мафиозной группировкой «Банда Мальяна». Террористы исполняли криминальные заказы «Мальяны», мафиози финансировали политические акции NAR. Неофашисты имели доступ к оружейным арсеналам мафиози.
NAR категорически отказывались от контактов с легальными политическими структурами. Попытки неофашистских политиков установить связи с ячейками и взять их под контроль неизменно терпели неудачу. Единственным авторитетным деятелем для NAR являлся террорист Пьерлуиджи Конкутелли, отбывавший пожизненное заключение. Конкутелли олицетворял в террористическом движении максимальную жестокость и принципиальную бескомпромиссность.
Операции NAR, связанные с захватом оружия, имели целью освобождение Конкутелли. Антонио Леандри был по ошибке убит вместо адвоката Джорджо Арцангели, участвовавшего в осуждении Конкутелли, Франческо Манджиамели — за присвоение денег, собранных на устройство побега. Однако организовать успешный побег не удалось.

## Обвинение в Болонском теракте
2 августа 1980 года произошёл взрыв на железнодорожном вокзале в Болонье. Погибли 85 человек, более 200 были ранены. Характер взрыва досконально неизвестен по сей день. Однако правоохранительные органы возложили ответственность на неофашистов, поскольку Болонья считалась цитаделью ИКП. Было отдано распоряжение об аресте 28 ультраправых активистов (включая Стефано Делле Кьяйе). Среди подлежащих аресту числились Валерио Фиораванти и Франческа Мамбро.
5 февраля 1981 года Валерио Фиораванти был схвачен при попытке захвата оружия в Падуе. При аресте он оказал сопротивление, двое полицейских были убиты, сам Фиораванти ранен. Арестованный месяц спустя Кристиано Фиораванти-младший пошёл на сотрудничество со следствием и дал подробные показания, способствовавшие разгрому NAR и осуждению активистов. Попытка Франчески Мамбро организовать освобождение Валерио Фиораванти в марте 1982 года кончилась её ранением при ограблении банка и последующим и арестом.
На суде Фиораванти и Мамбро признали себя виновными в серии терактов, политических убийств и криминальных эпизодов. Однако они категорически отрицали свою причастность к взрыву в Болонье. Доказательная база данного обвинения была шаткой, улики исключительно косвенными. Обвинение мотивировалось тем, что Фиораванти признался в совершении других насильственных действий, а также «исповедовал идеологию беспощадности». На этих основаниях суд вынес в 1988 году обвинительный приговор. За взрыв в Болонье, ряд убийств и вооружённых нападений Валерио Фиораванти был осуждён на 8 пожизненных заключений, 134 года и 8 месяцев лишения свободы.
Два года спустя апелляционная инстанция отменила приговор четырём осуждённым по «делу NAR» в части теракта в Болонье. Однако в 1995 году Верховный суд Италии подтвердил прежний вердикт в отношении Фиораванти и Мамбро.
Фиораванти многократно подчёркивал, что террор NAR всегда осуществлялся в отношении конкретных политических противников — коммунистов и представителей государственной власти. Безадресное массовое насилие NAR не применяли. Всё известное о данной организации в принципе это подтверждает. Ответственность Фиораванти и Мамбро за массовое убийство в Болонье вызывает серьёзные сомнения. Версия причастности леворадикальных и палестинских террористических групп — выдвинутая экс-президентом, экс-премьером, экс-министром внутренних дел Италии Франческо Коссигой — выглядит как минимум не менее достоверной.

## Освобождение
В 1999 году Валерио Фиораванти был переведён на смягчённый режим тюремного содержания. В 2004 году освобождён условно с испытательным сроком в 5 лет. В августе 2009 года освобождён досрочно. Годом раньше условное освобождение получила Мамбро — её испытательный срок истек 16 сентября 2013 года.
В 1985 году Валерио Фиораванти вступил в официальный брак с Франческой Мамбро. В 2001 году у них родилась дочь Ариана.
В настоящее время Фиораванти и Мамбро находятся на свободе. Работают в неправительственной организации, борющейся за повсеместную отмену смертной казни (в Италии эта мера наказания отсутствует). Кристиано Фиораванти-младший с 1982 года скрывается под программой защиты свидетелей.
Взгляды Валерио Фиораванти и Франчески Мамбро эволюционировали от фашизма и анархизма к либертарианству. Они осуждают политическое насилие и сожалеют о своей причастности к нему.
Романтические отношения Валерио и Франчески придали особый колорит террористической истории неофашистских NAR. Эта сюжетная линия стала темой ряда художественных произведений. Отпечаток на деятельность NAR наложили также индивидуальные черты личности Валерио Фиораванти — анархистская ментальность, богемное воспитание, тяга к романтике, презрение к властям и авторитетам.